# Moroto (district)
Pour les articles homonymes, voir Moroto.
Le district de Moroto est un district du nord-est de l'Ouganda. Il est frontalier du Kenya. Sa capitale est Moroto.

## Géographie
La région est accidentée ; elle bénéficie de pluies modérées. Les ressources minérales et métalliques sont très variées, mais imparfaitement exploitées.

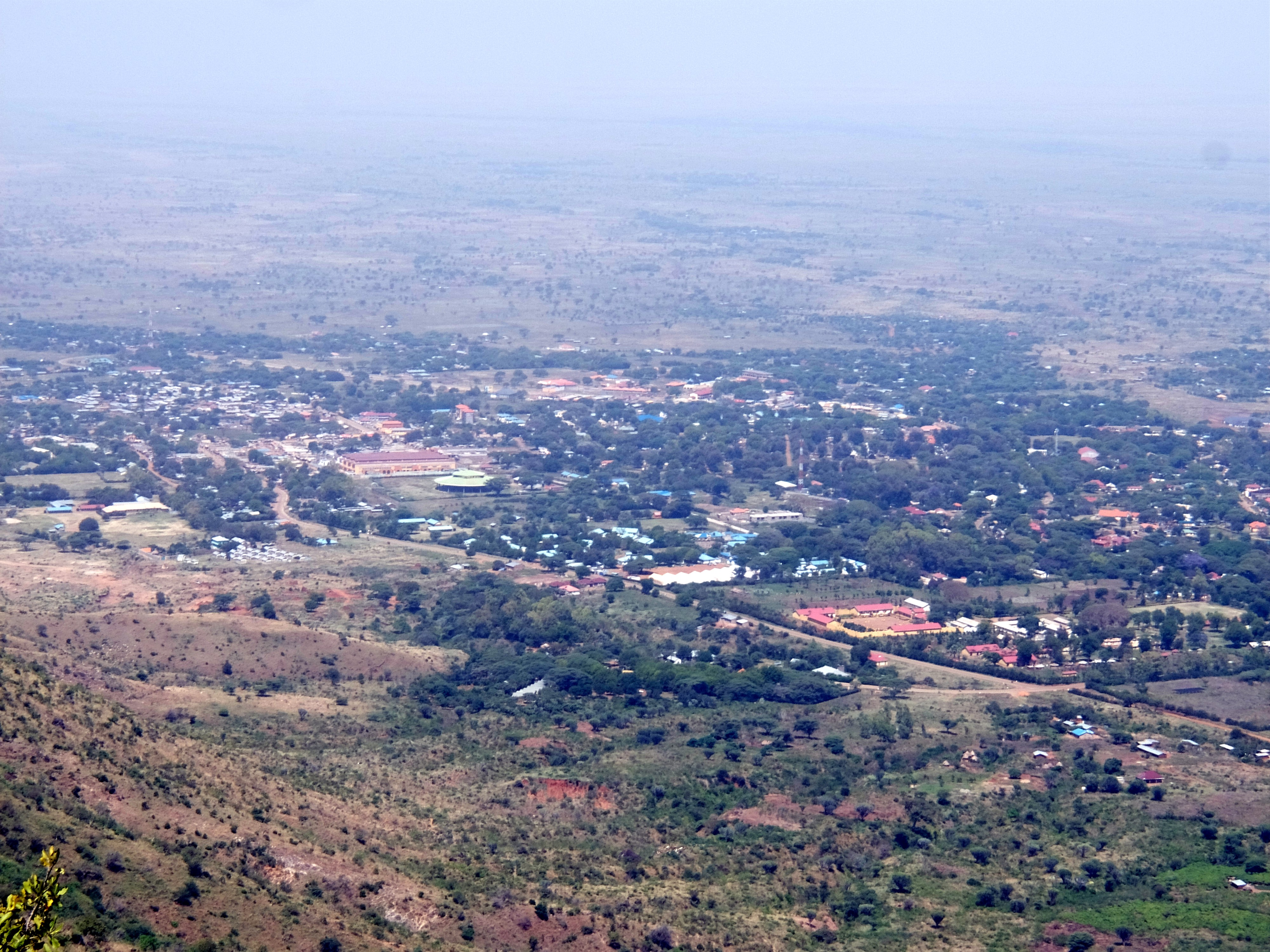
Moroto vue depuis le Mont Moroto (2020).